# Villanueva (Misamis Oriental)
Villanueva é um município de  segunda classe de renda municipal (d) na província Misamis Oriental, nas Filipinas. De acordo com o censo de 1 de maio  de  2020 possui uma população de 40 419 pessoas e 9 440 domicílios.